# Lisi Mangold
Lisi Mangold (* 24. April 1950 in Böckten; † 4. Januar 1986 ebenda) war eine Schweizer Schauspielerin.

## Leben
Sie ließ sich an der Schauspielschule Zürich ausbilden und erhielt ihr erstes Engagement am Schillertheater in Berlin. Dort spielte sie in Wildwechsel von Franz Xaver Kroetz.
Von 1974 bis zu ihrem Tod gehörte sie zum Ensemble der Münchner Kammerspiele, wo sie vor allem Ernst Wendt zur Hauptdarstellerin seiner Inszenierungen machte. Sie war die Käthe in Gerhart Hauptmanns Einsame Menschen (1975), Hero in Viel Lärm um nichts (1975), Elisabeth in Horváths Glaube Liebe Hoffnung (1975), Natascha in Gorkis Nachtasyl (1976), Rita in Thomas Braschs Lovely Rita (1978), Luise in Kabale und Liebe (1978) und übernahm die Titelrolle in Das Käthchen von Heilbronn (1979) sowie in August Strindbergs Fräulein Julie (1980). 1981 verkörperte Lisi Mangold die Prinzessin Leonore in Torquato Tasso, 1982 die Celia in Wie es euch gefällt. 1984 spielte sie die Minna in Minna von Barnhelm.
Daneben übernahm sie mehrere Rollen in Fernsehinszenierungen sowie in der deutschsprachigen Hörspielfassung von Douglas Adams’ Per Anhalter durch die Galaxis – abermals unter der Regie von Ernst Wendt.
Lisi Mangold starb mit 35 Jahren an den Folgen von Krebs. Sie war lange Jahre bis zu ihrem Tod mit dem Schauspieler Charles Brauer liiert.

## Filmografie
- 1977: Tatort: Finderlohn
- 1978: Deutschland im Herbst
- 1977: Das Schlangenei (The Serpent's Egg)
- 1981: Trokadero
- 1984: Die schwarzen Brüder (Fernseh-Sechsteiler)
- 1984: Mann ohne Gedächtnis
- 1985: Die Mitläufer

## Hörspiele
- 1976: Jean Chatenet: Die Wölfin – Regie: Raoul Wolfgang Schnell (Kriminalhörspiel – SDR)